# Aleksandr Ptuixkó
Aleksandr Lukitx Ptuixkó (rus: Александр Лукич Птушко, 19 d'abril [C.J. 6 d'abril] de 1900 – 6 de març de 1973) a ser un director de cinema d'animació i fantasia soviètic i un Artista popular de l'URSS (1969). Ptuixkó és conegut sovint (i una mica enganyós) com "el Walt Disney soviètic", a causa del seu primer paper destacat en l'animació a la Unió Soviètica, encara que una comparació més precisa seria amb Willis O'Brien o Ray Harryhausen. Alguns crítics, com ara Tim Lucas i Alan Upchurch, també han comparat Ptuixkó amb el cineasta italià Mario Bava, que va fer pel·lícules de fantasia i terror amb similituds amb l'obra de Ptuixkó i va fer un ús semblant innovador de la cinematografia en color i efectes especials. Va començar la seva carrera cinematogràfica com a director i animador de curtmetratges stop-motion, i es va convertir en director de llargmetratges que combinaven imatge real i stop-motion, efectes especials creatius i mitologia russa. Al llarg del camí seria responsable d'una sèrie de primeres en la història del cinema rus (incloent-hi la primera pel·lícula d'animació de llargmetratge, i la primera pel·lícula en color), i en faria diverses pel·lícules molt populars i elogiades internacionalment plenes d'espectacularitat i espectacle.

## Carrera al cinema

### Era de l'animació de titelles
Nascut com a Aleksandr Lukitx Ptuixkin en una família de camperols de Luka Artemievitx Ptuixkin i Natalia Semionovna Ptuixkina. Va estudiar a la realschule, després va treballar com a actor i decorador al teatre local. El 1923 es va matricular a la Universitat Russa d'Economia Plekhanov que va acabar el 1926.
Aleksandr Ptuixkó va començar la seva carrera cinematogràfica l'any 1927 en obtenir feina a l'estudi Mosfilm de Moscou. Va començar com a fabricant de titelles per a curtmetratges d'animació stop-motion fets per altres directors, i ràpidament es va convertir en director de la seva pròpia sèrie de pel·lícules de titelles muts amb un personatge anomenat Bratixkin. De 1928 a 1932, Ptuixkó va dissenyar i dirigir diversos d'aquests "curts de Bratixkin". Durant aquests anys, Ptuixkó va experimentar amb diverses tècniques d'animació, inclosa la combinació de titelles i imatge real en un mateix fotograma, i es va fer conegut per les seves habilitats en el treball d'efectes cinematogràfics. Pràcticament tots aquests curtmetratges s'han perdut.
El 1933, Ptushko, juntament amb l'equip d'animació que havia reunit al llarg dels anys, va començar a treballar en el seu primer llargmetratge titulat Novii Gullivier. Escrita i dirigida per Ptuixkó, El nou Gulliver va ser un dels primers llargmetratges d'animació del món, i també va ser una de les primeres pel·lícules de llargmetratge a combinar l'animació stop-motion amb imatge real. (Molts afirmen que va ser el primer a fer això, però Willis O'Brien havia fet El món perdut el 1925 i  'King Kong el 1933. El nou Gulliver era, però, molt més complexa, ja que comptava amb 3.000 titelles diferents.) La història, un relat comunista d' Els viatges de Gulliver, tracta sobre un nen que somia amb ell mateix com una versió de Gulliver que ha aterrat a Lil·liput patint la desigualtat i l'explotació capitalistes. El nou Gulliver es va estrenar l'any 1935 amb un gran reconeixement i li va valer a Ptuixkó un premi especial al Festival Internacional de Cinema de Milà.
Després de l'èxit d' El nou Gulliver, Mosfilm va permetre a Ptuixkó crear el seu propi departament, que es va conèixer com "el col·lectiu Ptuixkó", per la realització de pel·lícules d'animació stop-motion. Aquest grup de cineastes produiria uns altres catorze curtmetratges d'animació entre 1936 i 1938. La direcció d'aquests curts poques vegades era a càrrec de Ptuixkó, tot i que sempre actuaria com a supervisor artístic del grup. Aquests curts també es basaven amb freqüència en contes populars i contes de fades, un gènere que es convertiria en la font del major èxit de Ptuixkó. En va dirigir personalment dos: una adaptació del conte de fades El conte del pescador i del peix (1937) i els músics alegres (1938). Ambdues pel·lícules es van fer a tot color utilitzant el mètode tricolor recentment inventat pel director de fotografia rus Pavel Merxin.
El 1938, Ptuixkó va començar a treballar Solotoi kljutstxik (La clau d'or), un altre llargmetratge que combina animació stop-motion amb imatge real. Una adaptació del conte de fades La clau d'or o les aventures de Buratino d'Aleksei Nikolàievitx Tolstoi, que, al mateix temps, era un relat del Pinotxo, va ser anterior a la versió de Disney en dos anys. La pel·lícula també va tenir un gran èxit a la Unió Soviètica i va aconseguir una estrena limitada fora del país. Malgrat el seu èxit, La clau d'or havia de ser l'última incursió de Ptuixkó en l'animació.
Durant la Segona Guerra Mundial, la majoria de la comunitat cinematogràfica de Moscou, inclòs Aleksandr Ptuixkó, va ser evacuada a Alma-Ata, al Kazakhstan. Va continuar treballant en efectes especials, però no dirigiria cap altra pel·lícula fins al final de la guerra.

### Epoca èpica mitològica
Al final de la Segona Guerra Mundial, Ptuixkó va tornar a Moscou i va crear el seu primer llargmetratge, l'adaptació del conte La flor de pedra utilitzant els tres estocs de pel·lícula Agfa color que havien estat confiscats a Alemanya. Va ser un mètode més progressiu i menys complex de rodar una pel·lícula en color que el de Pavel Merxin, i sembla que la pel·lícula va guanyar un "premi especial per l'ús del color" al primer Festival Internacional de Cinema de Canes el 1946. Amb la seva trama amb un enfocament en els personatges per sobre dels efectes i l'ús de la mitologia com a font principal, La flor de pedra va marcar el to dels propers dotze anys de la carrera de Ptuixkó.
Després de La flor de pedra va rodar Sadko (la pel·lícula, que va ser molt retallada i retitulada El viatge màgic de Sinbad per a l'estrena nord-americana, és una adaptació d'un bilina [conte èpic] rus sense cap connexió amb Sinbad), Ilià Muromets (retitulat L'espasa i el drac per a l'estrena nord-americana) i Sampo (una adaptació de l'èpica nacional finlandesa Kalevala retitulada The Day the Earth Frost per al llançament nord-americà). Cada pel·lícula de la seqüència era una narració teatral de la mitologia èpica, i cadascuna era extremadament ambiciosa visualment. Sadko va guanyar el premi "Lleó de Plata" a la Mostra Internacional de Cinema de Venècia el 1953. Ilya Muromets va ser una altra de les famoses 'primeres' de Ptuixkó al cinema soviètic, sent la primera pel·lícula soviètica que es va fer utilitzant fotografia de pantalla panoràmica i so estèreo. També s'afirma àmpliament que Ilya Muromets ostenta el rècord de la majoria de persones i cavalls que s'han utilitzat mai en una pel·lícula (l'IMDB enumera el lema de la pel·lícula com: "Un repartiment de 106.000! 11.000 cavalls!").

### Darrers anys
Després de Sampo, Ptuixkó va abandonar breument la fantasia èpica per guions més realistes. El seu primer treball en aquesta línia va ser Alie parusa, una història d'aventures romàntiques ambientada a finals del segle xix. Va conservar molt el poder visual de les pel·lícules anteriors de Ptuixkó, però va reduir molt els elements fantàstics i la quantitat d'efectes especials mentre es va centrar en la interacció i el desenvolupament dels personatges fins a una mesura que no s'havia vist des de La flor de pedra. Després de Alie paruso, Ptushko va fer Skazka o poteriannom vremeni, una història sobre nens la joventut dels quals és robada per mags adults, reintroduint un element fantàstic. Cosa única en Ptuixkó, la pel·lícula presentava un ambient del Moscou actual i real.
El 1966 Ptushko va tornar al gènere de la fantasia èpica, creant Skazka o tsare Saltane. El 1968 va començar a treballar en el projecte cinematogràfic més gran de la seva carrera Ruslan i Liudmila, que també va ser la seva última. Amb una durada de 149 minuts (dividits en dos llargmetratges), Ruslan i Liudmila va ser una adaptació cinematogràfica del poema èpic d'Aleksandr Puixkin poema homònim, i estava ple de les sumptuoses imatges i la màgia tècnica per les quals s'havia donat a conèixer Ptuixkó. La pel·lícula va trigar quatre anys a completar-se i es va estrenar el 1972.
Aleksander Ptushko va morir pocs mesos després de la seva estrena, als 72 anys. Va passar els seus últims mesos escrivint un guió per a l'adaptació d'El conte de la campanya d'Ígor que anava a dirigir tot i que ja estava greument malalt. Li va sobreviure la seva filla del primer matrimoni Natalia Ptuixkó, que va treballar com a ajudant de direcció a Mosfilm.

## Filmografia

### Llargmetratges dirigits
- Новый Гулливер (Novii Gullivier, 1935) -- director, guionista
- Золотой ключик (Solotoi kljutstxik, 1939) -- director, productor
- Каменный цветок (Kamennii tsvetok, 1946) -- director, dissenyador de producció
- Садко (Sadko, 1952) -- director
- Илья Муромец (Ilià Muromets, 1956) -- director
- Сампо (Sampo, 1959) -- director
- Алые паруса (Alie parusa, 1961) -- director
- Сказка о потерянном времени (Skazka o poteriannom vremeni, 1964) -- director
- Сказка о царе Салтане (Skazka o tsare Saltane, 1966) -- director, guionista
- Руслан и Людмила (Ruslan i Liudmila, 1972) -- director, guionista

### Curtmetratges
- Propavixaia Gramota (1927) -- animador
- Slutxai na stadione (1928) -- director, dissenyador
- Xifrovanni dokument (1928) -- director, guionista, animador
- Sto prikliutxeni (1929) -- director, guionista, animador
- Kino v derevniu! (1930) -- director, dissenyador
- Krepi oboronu (1930) -- director, guionista, animador
- Vlastelin bita (1932) -- director, guionista, animador
- Repka (1936) -- guionista, supervisor artístic
- Volk i Zhuravl (1936) -- supervisor artístic
- Lisa i Vinograd (1936) -- supervisor artístic
- Rodina Zovet (1936) -- supervisor artístic
- Vesiolie muzikanti ('1937) -- director, guionista
- Skazka o ribake i ribke (1937) -- director, guionista, animador
- Zaveixtxanie (1937) -- guionista
- Lisa i Volk (1937) -- guionista, supervisor artístic
- Malenki-Udalenki (1938) -- guionista
- Pios i kot (1938) -- guionista